# 福田昭一
福田 昭一（ふくだ しょういち、1947年-　）は、日本の建築家。
株式会社久米設計設計本部副本部長・医療福祉施設担当（専務執行役員:JIHa理事）。一級建築士。医業経営コンサルタント登録者。

## 経歴
1971年、日本大学理工学部建築学科卒業。
1971年、株式会社久米設計入社。1990年に設計室課長。1995年から設計室部長就任。1997年に第4設計部統括部長。

## 作品
- 北九州市役所
- 赤坂Bizタワー
- アウガ
- けやきひろば
- 中央合同庁舎第7号館
- 北上市文化交流センター さくらホール
- 岡崎市シビックセンター
- 文京グリーンコート
- 北海道庁舎
- 日本生命札幌ビル
- 苫小牧市白鳥アリーナ
- 帯広の森スピードスケート場
- サクラアイランド
- 八戸市体育館
- 中央合同庁舎第2号館
- 霞が関コモンゲート